# Porters Pinnacles
Porters Pinnacles är en bergstopp i Antarktis. Den ligger i Västantarktis. Inget land gör anspråk på området.
Terrängen runt Porters Pinnacles är varierad. Trakten är obefolkad. Det finns inga samhällen i närheten.